# Generalinspektion der Kavallerie
Die Generalinspektion der Kavallerie war eine militärische Behörde der Preußischen Armee.

## Geschichte
Die Generalinspektion der Kavallerie wurde durch AKO vom 1. April 1898 aus den seit 1890 bestehenden beiden selbständigen Kavallerieinspektionen errichtet. Im Zuge der Bildung der Generalinspektion wurden zwei weitere Kavallerieinspektionen aufgestellt. Insgesamt umfasste die Generalinspektion:
- 1. Kavallerie-Inspektion in Königsberg
- 2. Kavallerie-Inspektion in Stettin
- 3. Kavallerie-Inspektion in Münster
- 4. Kavallerie-Inspektion in Saarbrücken, von 1900/02 in Potsdam
- Militärreitinstitut
- Inspektion des Militär-Veterinär-Wesens

Aufgabe der Generalinspektion war, die Geschäfts- und Personalangelegenheiten der Kavallerie zu leiten sowie die waffenmäßige Aus- und Fortbildung zu überwachen. Dazu hatte sie innerhalb von vier Jahren jedes Regiment einmal im Einzel-, Eskadron- oder Regiments-Exerzieren zu besichtigen. Daneben oblag ihr die Besichtigung der Kavalleriedivisionen, des Militärreitinstituts, der Militär-Lehrschmieden und der Remoniedepots. Außerdem war sie für die Übungsreisen von Generalen und Stabsoffizieren der Kavallerie verantwortlich.
Die Generalinspektion wurde von einem Generalinspekteur mit dem Rang und den Gebührnissen eines Kommandierenden Generals angeführt.
Mit Ausbruch des Ersten Weltkriegs hörten die Generalinspektion sowie die Kavallerieinspektionen auf zu bestehen. An ihrer Stelle traten in jedem Korpsbezirk ein Inspekteur der Ersatzeskadronen, der die Aufsicht über die Ausbildung und das Pferdematerial verantwortete. Lediglich das VI., VII. und VIII. Armee-Korps verfügten über zwei Inspekteure.
Nach Ende des Ersten Weltkriegs bestand die Generalinspektion ab Januar 1919 wieder, bis sie schließlich am 30. September 1919 endgültig aufgelöst wurde.

## Generalinspekteure
| Dienstgrad             | Name                  | Datum                                                                         |
| ---------------------- | --------------------- | ----------------------------------------------------------------------------- |
| General der Kavallerie | Ernst von der Planitz | 01. April 1898 bis 24. September 1906                                         |
| General der Kavallerie | Georg von Kleist      | 24. Januar 1907 bis 5. April 1912                                             |
| Generalleutnant        | Paul von Windheim     | 06. April bis 4. November 1912 (mit der Wahrnehmung des Geschäfte beauftragt) |
| Generalleutnant        | Georg von der Marwitz | 11. November 1912 bis 1. August 1914                                          |
| Generalleutnant        | Hans von Heuduck      | 09. bis 13. Februar 1919                                                      |
| Generalleutnant        | Heinrich von Hofmann  | 14. Februar bis 18. Mai 1919                                                  |